# Calanthemis garnieri
Calanthemis garnieri es una especie de escarabajo longicornio del género Calanthemis, tribu Clytini, subfamilia Cerambycinae. Fue descrita científicamente por Adlbauer & Dauber en 2002.

## Descripción
Mide 9 milímetros de longitud.

## Distribución
Se distribuye por Camerún.